# 张光明 (羽毛球运动员)
张光明（1943年—），生于印度尼西亚，祖籍湖北省天门縣，中国60至70年代著名男子羽毛球运动员。

## 簡歷
张光明1943年生于印度尼西亚一個位于梭罗和日惹之间的小镇哥拉登（Keraden），父亲开镶牙店。他與陈玉娘是青梅竹马，自小在梭罗一起打羽毛球。及至1960年，印尼排华，张光明在1961年下半年乘船回到中国，在福建落户，並成为福建队运动员。
1966年，文化大革命爆发。1970年，张光明因反对领导被視为「闹革命」，因此被命令停止训练及被下放褔建沙县劳动。1971年，在陈玉娘争取下，得湖北队一纸接收调令，张光明得以赴武汉落户。

## 家庭
张光明的妻子是羽球名將陈玉娘，同是回到中国效力的印尼华侨羽毛球运动员。他在32岁时結婚，但婚后陈玉娘马上就当了教练，每天由早上6点出早操到晚上10点才回家，心疼妻子的丈夫为了让陈玉娘安心做好教练工作，特意辞去了国家队羽毛球男队教练的职务。张光明曾说，之所以选择离开国家队自己给自己打工，是因为陈玉娘在羽毛球上的造诣比自己深厚，一个人的离开才是双赢的局面。在丈夫的支持下，陈玉娘还连续三届担任了全国人大代表，事业成就卓越。
陈玉娘在38岁時誕下儿子，但从儿子出生起，她就由于繁忙的教练工作而没尽到过母亲的义务。从买菜做饭到打扫卫生，从孩子的饮食到学习，都是他爸爸一手一脚做的。儿子後來只身前往澳大利亚读书。
陈玉娘後來从一线教练岗位上退下，和丈夫张光明定居香港。